# UGC 83
UGC 83 es una galaxia espiral localizada en la constelación de Piscis.